# 바이러스 매개체
바이러스 매개체 또는 바이럴 벡터(viral vector)는 분자생물학자들이 유전물질을 세포로 주입시키기 위해 흔히 사용하는 도구이다. 이 과정은 생물체 내(생체내)에서나 세포 배양(생체외)을 통해 수행할 수 있다. 바이러스는 효율적으로 자신들의 유전체를 감염 대상 세포 안에 전달할 수 있도록 특수분자구조를 발달시켰다. 매개체를 통해 유전자나 다른 유전 물질을 전달하는 것을 형질도입이라고 하며 감염된 세포는 형질 도입이 되었다고 기술된다. 분자생물학자들은 먼저 이러한 장치를 1970년대에 이용하였다. 폴 버그는 박테리오파지 λ의 DNA를 포함하는, 수정된 SV40 바이러스를 사용함으로써 배양된 원숭이 신장 세포를 감염시켰다.